# 流岭
流岭是陕西省商洛市自西向东走向的秦岭一条支脉，是丹江与银花河、马滩河的分水岭。

## 概况
流岭是商州区与山阳县间的主要界岭。北陡南缓。主峰秦王山（2087.0米）、西芦山（1928.0米）、马梁寨（1841.9米）、牛夕山（1735.5米）和天桥山（1770.2米）。